# Пейре Відаль
Пейре Відаль (окс. Peire Vidal) (1175 – 1205) — провансальський трубадур. За його відою був сином кушніра й надзвичайно гарно співав.  
Почав кар'єру трубадура при дворі Раймона V Тулузького. Можливо, брав участь у Третьому хрестовому поході. Досьогодні збереглися 45 його пісень, дванадцять з яких навіть з мелодіями.

## Пісні
- Cent cavaliers ai totz sols pres
- Cent domnas sai que cascuna-m volia
- Anc no mori
- De mots ricos no tem Peire Vidal

## Українські переклади
У авторській антології перекладача Миколи Терещенка «Сузір'я французької поезії» (І — II, Київ, 1971) вміщено декілька перекладів українською з Пейра Відаля.